# 叉子圆柏
叉子圆柏（学名：或）是柏科圆柏属的植物。分布于欧洲以及中国大陆的内蒙古、陕西、新疆、宁夏、甘肃、青海等地，生长于海拔1,100米至3,300米的地区，一般生于亚高山阳坡、高山阳坡、干旱坡地、高山林缘、沙地灌丛、亚高山、疏林中、山坡云杉林中、石缝、林缘、石坡、半固定沙丘、荒漠固定沙丘、山坡林中、沙丘、河谷及阳坡，目前已由人工引种栽培。在传统医学中它有很重要的作用。
种名sabina意为像圆柏属的。

## 描述
叉子圆柏是一种灌木，一般高1至2米，少数能够达到5米。它很少直长，大多数匍匐生长。老树的树皮是红棕色的。树枝的截面是圆形的，有时少许有点边角。
叉子圆柏有两种不同形状的叶子。年轻的时候它的叶子是轮生的，4至5毫米长，针状，它的上部有点蓝色。老年的树的叶子越来越多是在茎连边交替生长，它们的形状像鳞：卵形，长1至4毫米。它们被揉碎后散发出一股难闻的味道，一般叶子的寿命为2到3年。
叉子圆柏有两性同株的也有异性异株的。开花期为三月至五月。松球卵形或球形，5至7毫米大小。在受精童年的秋天或者隔年的春天成熟，成熟时呈蓝黑色。每个松球里有一至三枚卵形受精的种子。

## 宿主
叉子圆柏是危害梨树的梨锈菌（Gymnosporangium sabinae）的主要宿主之一，因此过去它被大面积消灭。

## 分布
叉子圆柏在欧洲多个国家共生殖，在这里它共有四个亚种。从西班牙內華達山脈通过比利牛斯山、阿尔卑斯山脉、巴尔干半岛上的山脉和其它中部山区一直到克里米亚。另一个分布中心是高加索山脉。在阿尔及利亚的泰勒阿特拉斯山脈有小部分分布。东部的分布中心是中亚。在俄罗斯西伯利亚南部、哈萨克斯坦、吉尔吉斯斯坦、塔吉克斯坦、中国西部和蒙古国北部有少量分布。
在阿尔卑斯山脉它的分布地区有意大利的博尔扎诺自治省、奥地利的克恩顿州和蒂罗尔州、瑞士的瓦莱州和格勞賓登州以及德国巴伐利亚州的貝希特斯加登阿爾卑斯山脈和阿梅爾高阿爾卑斯山脈。由于它在传统医学里的应用它的实际分布范围比它的自然分布范围广得多。
叉子圆柏喜光，一般生长在平坦多岩石，往往碱性的土壤上。它生长在1400至2300米高处的岩缝、陡壁、草地或者稀疏的松树或落叶松林里。

## 威胁和保护
叉子圆柏被列入國際自然保護聯盟的瀕危物種紅色名錄，但是别规划为无危。不过这个定位不是使用最新的数据做的。
瑞士的红色名录把叉子圆柏列为无危，德国的列为有危。

## 分类
1753年卡尔·林奈在《植物种志》中首次记录叉子圆柏。
叉子圆柏有四个亚种：
- Juniperus sabina var. sabina的分布区域从北非、欧洲和亚洲一直到太平洋海岸
- Juniperus sabina var. arenaria的分布区域在蒙古和中国的甘肃、青海、陕西和内蒙古自治区
- Juniperus sabina var. davurica的分布区域在俄罗斯西伯利亚外貝加爾邊疆區、阿穆尔州、滨海边疆区以及中国的黑龙江省和内蒙古自治区
- Juniperus sabina var. mongolensis的分布区域在蒙古

## 毒质

桧萜醇

(1R,5R)-(+)-桧烯

叉子圆柏的所有部分都有毒，其最主要的有毒成分是易挥发的叉子圆柏油。和刺柏的油相比它含有许多酯，乙酰基的成分比较高，是右手性的。它含有藻烯和杜松萜烯，以及达50%的桧烯、35%的醋酸桧酯以及其它非酯的桧萜醇和丁二酮。
它伤害人的胃膜，在肾导致出血，因此导致血尿。其它内部器官也会受伤害。叉子圆柏油能够使得妇女月经过多和导致流产。因此在中世纪它被用来堕胎。几滴叉子圆柏油就已经能够致死，而且光是涂上它的油就已经可以导致中毒。
在过去往往掺有叉子圆柏种子的刺柏种子被使用来制造琴酒，因此至少在西班牙用来制造琴酒的刺柏种子需要经过国家机构的检查。

## 外部链接

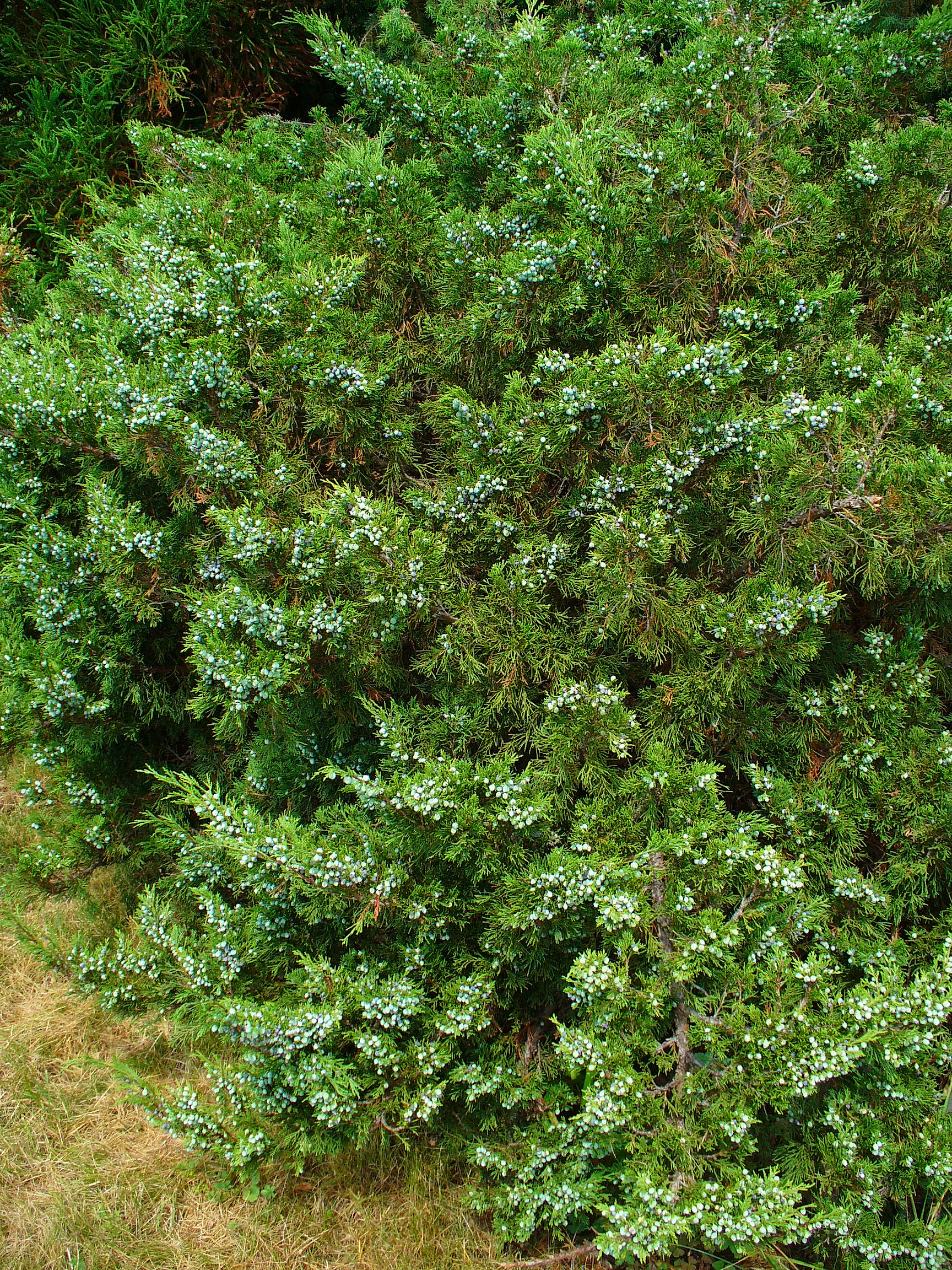
植株
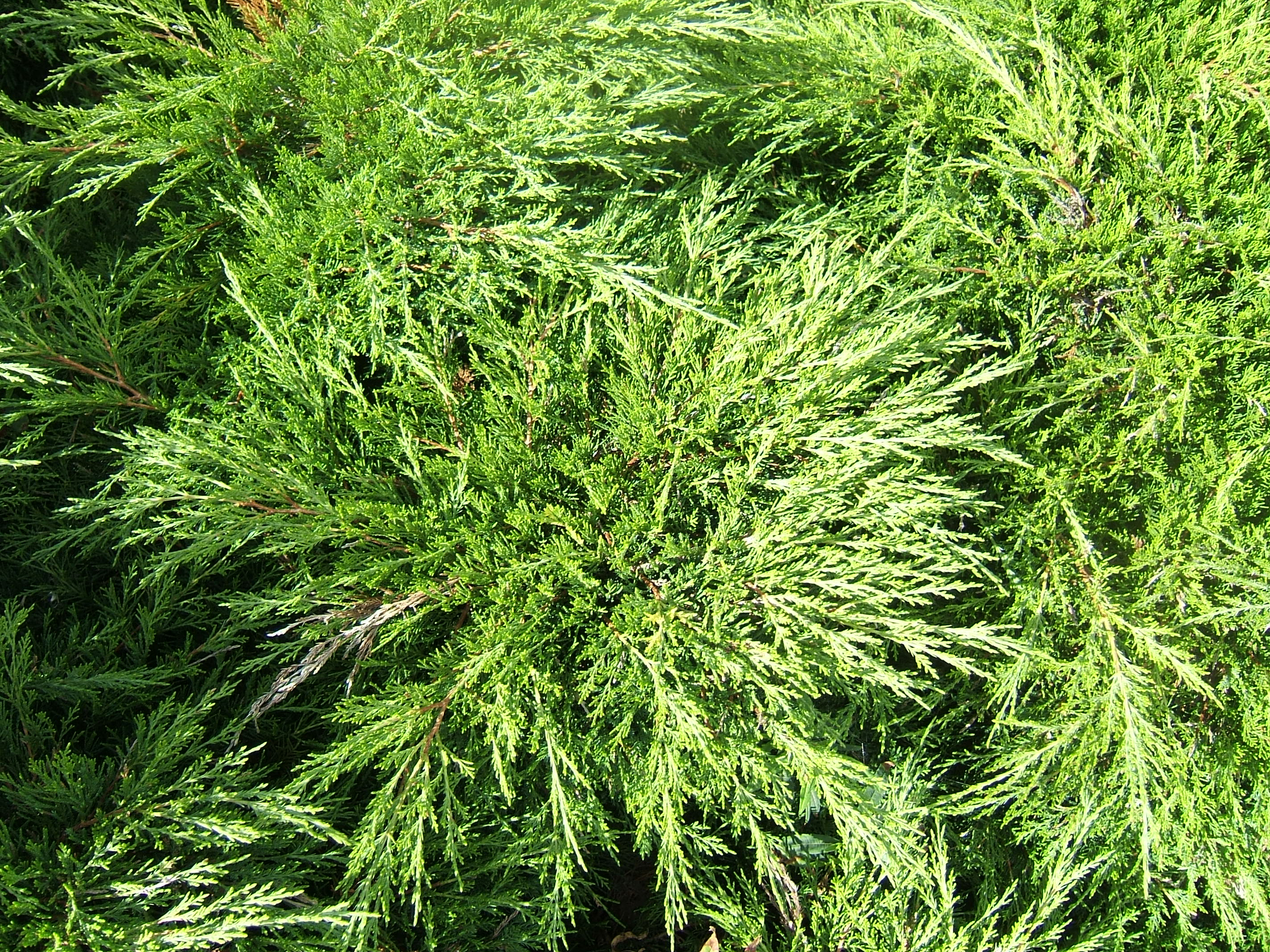
葉
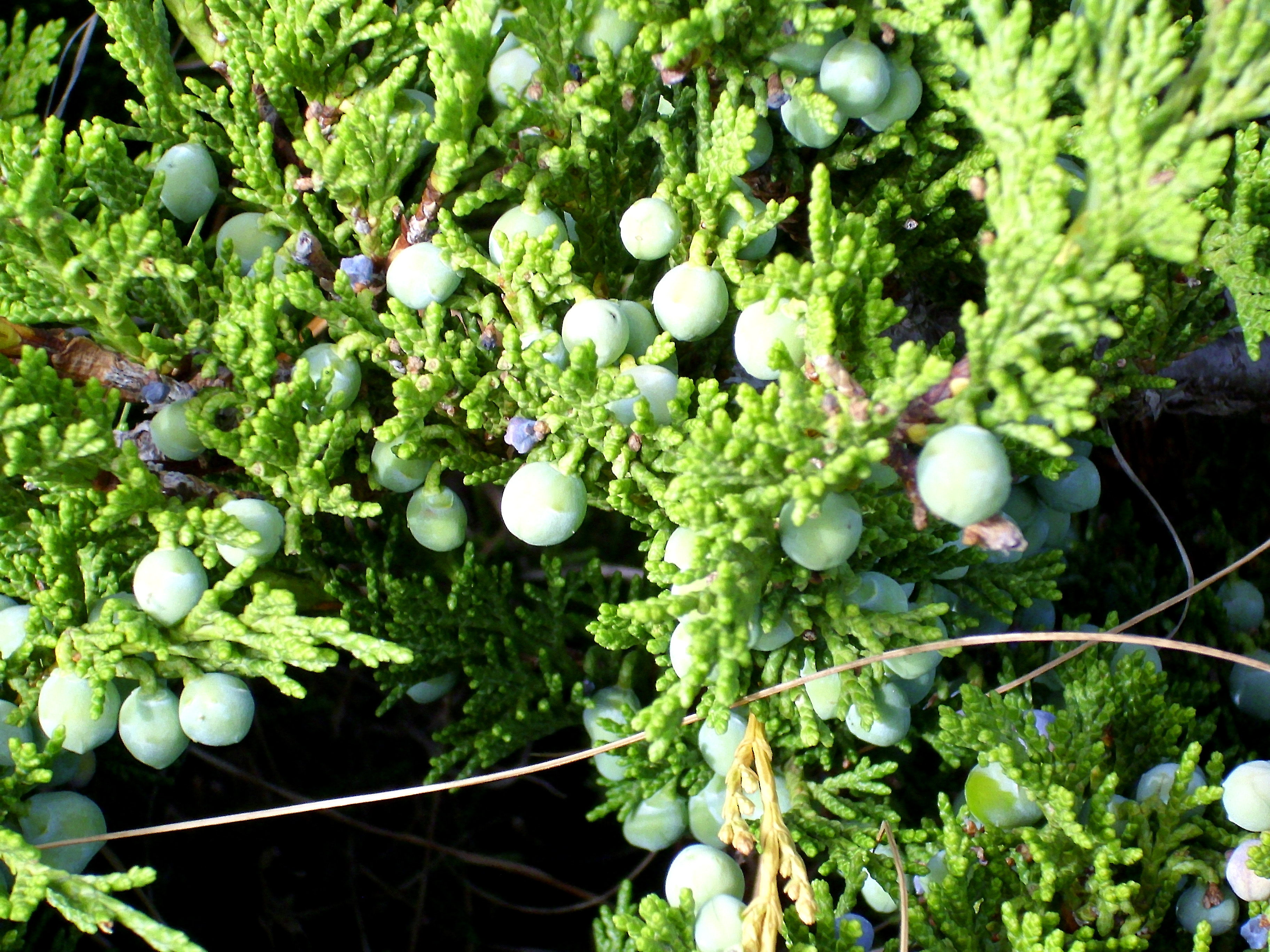
葉與果
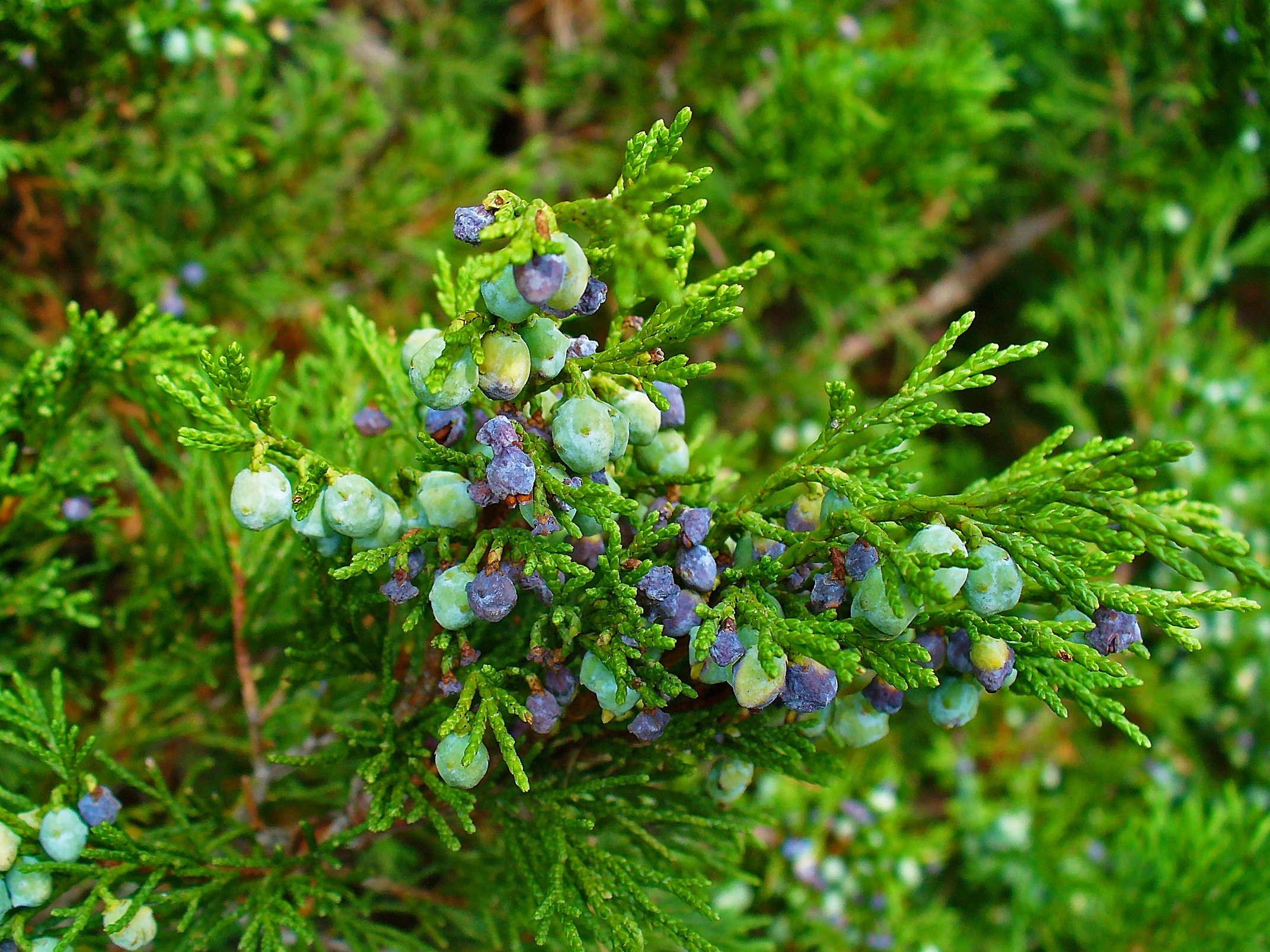
漿果

## 别名与别种
- 新疆圆柏、天山圆柏、砂地柏（中国树木学）：Juniperus semiglobosa
- 新疆方枝柏：Juniperus pseudosabina
- 双子柏（中国树木学），爬柏（甘肃张掖），臭柏（内蒙古乌审旗）

## 异名
- Juniperus jarkendensis Kom.
- Sabina vulgaris Antoine var. erectopatens Cheng et L. K. Fu
松潘叉子圆柏（学名：Juniperus sabina或Sabina vulgaris）是柏科圆柏属叉子圆柏的变种。分布于中国大陆的四川：松潘等地，生长于海拔2,700米的地区。
- Sabina vulgaris Antoine var. jarkendensis (Kom.) C. Y. Yang
昆仑多子柏（学名：Sabina vulgaris var. jarkendensis）是柏科圆柏属叉子圆柏的变种。分布于中国大陆的西藏、新疆等地，生长于海拔2,800米至3,000米的地区。
- Sabina vulgaris Antoine var. yulinensis T. C. Chang et C. C. Chen